# Escrime aux Jeux olympiques d'été de 2016
Navigation
Londres 2012 Tokyo 2020
Les épreuves d'escrime aux Jeux olympiques d'été de 2016 se déroulent du 6 au 14 août 2016 à la Carioca Arena de Rio de Janeiro.
Dix épreuves sont programmées, six individuelles et quatre par équipes.

## Faits marquants
Le Hongrois Áron Szilágyi remporte pour la seconde fois consécutive le titre du sabre masculin. Il est le cinquième sabreur de l'histoire à réussir le doublé olympique en individuel, et le troisième Hongrois après Jenő Fuchs (1908 et 1912) et Rudolf Kárpáti (1956 et 1960).
En remportant le titre, le Coréen Park Sang-young devient le premier asiatique champion olympique à l'épée.
La Russe Yana Egorian est la seule escrimeuse à remporter deux titres de championne olympique sur cette édition, en sabre individuel et par équipe.

## Épreuves
En dépit de la pression de la Fédération internationale d'escrime pour élargir le programme à douze épreuves, le roulement des épreuves par équipes est toujours en application. L'épreuve d'épée masculine par équipes remplace celle de sabre, et l'épreuve de sabre féminin par équipes remplace celle du fleuret. Les championnats du monde d'escrime à Rio, trois mois plus tôt, firent concourir les deux disciplines absentes des Jeux olympiques : le sabre masculin par équipe et le fleuret féminin par équipe.
| Arme    | Hommes     | Hommes      | Femmes     | Femmes      | Total |
| Arme    | Individuel | Par équipes | Individuel | Par équipes | Total |
| ------- | ---------- | ----------- | ---------- | ----------- | ----- |
| Épée    | ■          | ■           | ■          | ■           | 4     |
| Fleuret | ■          | ■           | ■          |             | 3     |
| Sabre   | ■          |             | ■          | ■           | 3     |
| Total   | 3          | 2           | 3          | 2           | 10    |

## Calendrier

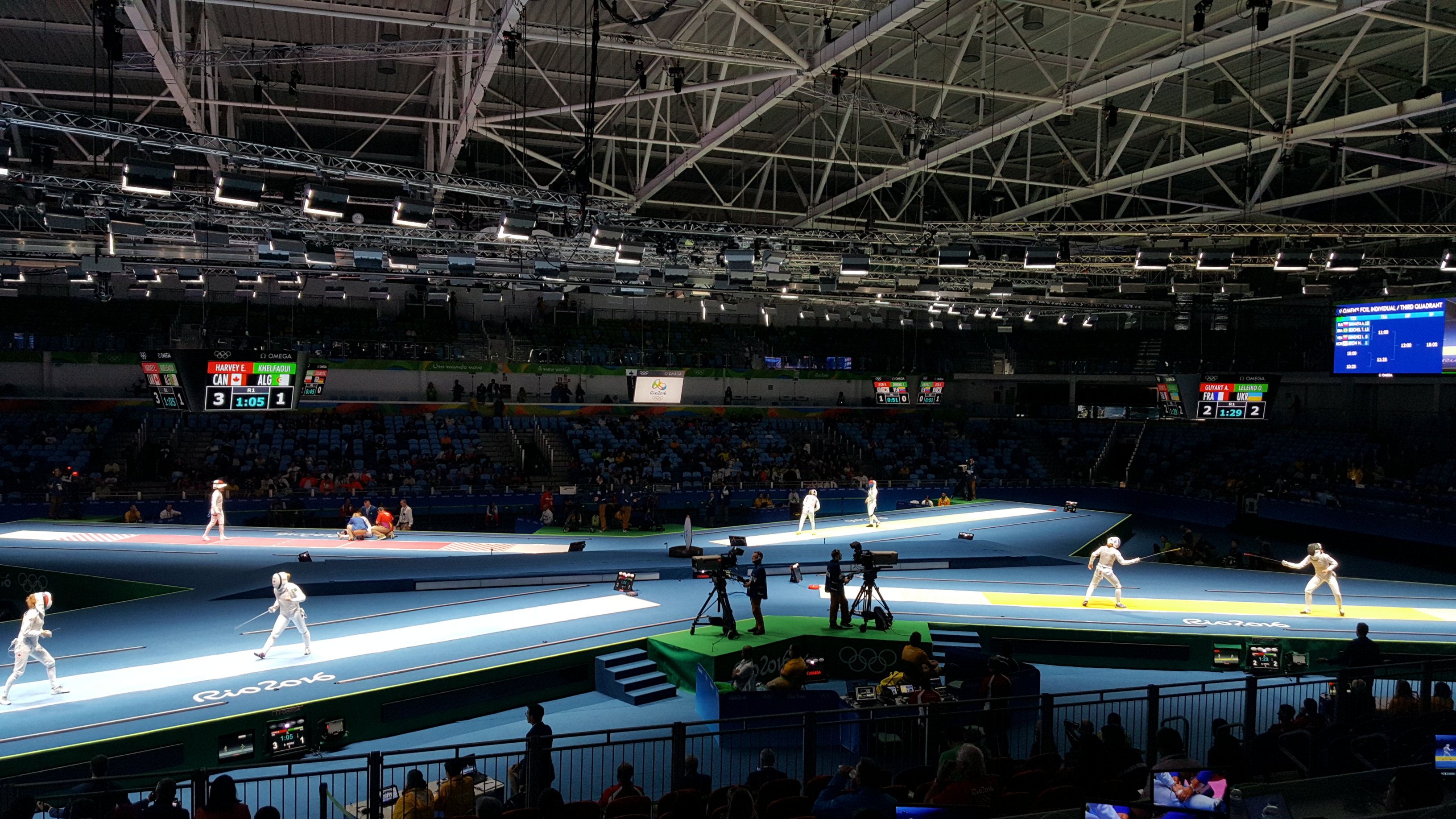
Pistes d'escrime pour les jeux olympiques de Rio, les séries se disputent sur quatre pistes avec un code couleur, chacune avec une retransmission individuelle, les demi-finales et matchs à médailles se disputent sur la piste centrale.

| Pictogramme Escrime | Pictogramme Escrime | Pictogramme Escrime | 1      | 1      | 1      | 1      | 2      | 1      | 1      | 1      | 1      |
| Épée individuelle   | Épée individuelle   | Épée individuelle   | Femmes |        |        | Hommes |        |        |        |        |        |
| Fleuret individuel  | Fleuret individuel  | Fleuret individuel  |        | Hommes |        |        | Femmes |        |        |        |        |
| Sabre individuel    | Sabre individuel    | Sabre individuel    |        |        | Femmes |        | Hommes |        |        |        |        |
| Épée par équipes    | Épée par équipes    | Épée par équipes    |        |        |        |        |        | Femmes |        |        | Hommes |
| Fleuret par équipes | Fleuret par équipes | Fleuret par équipes |        |        |        |        |        |        | Hommes |        |        |
| Sabre par équipes   | Sabre par équipes   | Sabre par équipes   |        |        |        |        |        |        |        | Femmes |        |

|  | Jour de finale |

## Qualifications
À l'issue des différentes épreuves de qualifications, quarante-sept nations ont qualifié au moins un représentant dans les dix épreuves d'escrime de ces Jeux. Quatre autres nations avaient qualifié un représentant qui a soit déclaré forfait, soit été écarté de la sélection par son comité national olympique. La Russie est la seule nation à être parvenue à qualifier le maximum de seize représentants, devant la France (quinze). Cinq autres pays ont réussi à qualifier dix escrimeurs ou plus : ce sont la Corée du Sud, les États-Unis, l'Italie (quatorze), la Chine et l'Ukraine (onze). Le Brésil, à la faveur de son statut de pays hôte, sera représenté par treize escrimeurs, dont huit nommés directement par le Comité olympique brésilien.
Exceptionnellement, ce sont 213 escrimeurs qui prendront part aux Jeux, à la suite de l'invitation de la Saoudienne Lubna al-Omair dans l'épreuve du fleuret féminin.

## Résultats

### Podiums masculins
| Épreuves                                | Or                                                                      | Argent                                                                    | Bronze                                                                           |
| --------------------------------------- | ----------------------------------------------------------------------- | ------------------------------------------------------------------------- | -------------------------------------------------------------------------------- |
| Épée individuelle résultats détaillés   | Park Sang-young (KOR)                                                   | Géza Imre (HUN)                                                           | Gauthier Grumier (FRA)                                                           |
| Épée par équipes résultats détaillés    | France Yannick Borel Daniel Jérent Gauthier Grumier Jean-Michel Lucenay | Italie Enrico Garozzo Marco Fichera Paolo Pizzo Andrea Santarelli         | Hongrie Gábor Boczkó Géza Imre András Rédli Péter Somfai                         |
| Fleuret individuel résultats détaillés  | Daniele Garozzo (ITA)                                                   | Alexander Massialas (USA)                                                 | Timur Safin (RUS)                                                                |
| Fleuret par équipes résultats détaillés | Russie Timur Safin Artur Akhmatkhuzin Aleksey Cheremisinov              | France Erwann Le Péchoux Jérémy Cadot Enzo Lefort Jean-Paul Tony Helissey | États-Unis Miles Chamley-Watson Race Imboden Alexander Massialas Gerek Meinhardt |
| Sabre individuel résultats détaillés    | Áron Szilágyi (HUN)                                                     | Daryl Homer (USA)                                                         | Kim Jung-hwan (KOR)                                                              |

### Podiums féminins
| Épreuves                               | Or                                                                      | Argent                                                                 | Bronze                                                                    |
| -------------------------------------- | ----------------------------------------------------------------------- | ---------------------------------------------------------------------- | ------------------------------------------------------------------------- |
| Épée individuelle résultats détaillés  | Emese Szász (HUN)                                                       | Rossella Fiamingo (ITA)                                                | Sun Yiwen (CHN)                                                           |
| Épée par équipes résultats détaillés   | Roumanie Loredana Dinu Simona Gherman Simona Pop Ana Maria Popescu      | Chine Hao Jialu Sun Yiwen Sun Yujie Xu Anqi                            | Russie Olga Kochneva Violetta Kolobova Tatiana Logunova Lyubov Shutova    |
| Fleuret individuel résultats détaillés | Inna Deriglazova (RUS)                                                  | Elisa Di Francisca (ITA)                                               | Inès Boubakri (TUN)                                                       |
| Sabre individuel résultats détaillés   | Yana Egorian (RUS)                                                      | Sofia Velikaïa (RUS)                                                   | Olha Kharlan (UKR)                                                        |
| Sabre par équipes résultats détaillés  | Russie Ekaterina Dyachenko Yuliya Gavrilova Yana Egorian Sofia Velikaïa | Ukraine Olha Kharlan Alina Komachtchouk Olena Kravatska Olena Voronina | États-Unis Monica Aksamit Ibtihaj Muhammad Dagmara Wozniak Mariel Zagunis |

### Tableau des médailles
- Pays organisateur (Brésil)

| Rang  | Nation       | Or | Argent | Bronze | Total |
| ----- | ------------ | -- | ------ | ------ | ----- |
| 1     | Russie       | 4  | 1      | 2      | 7     |
| 2     | Hongrie      | 2  | 1      | 1      | 4     |
| 3     | Italie       | 1  | 3      | 0      | 4     |
| 4     | France       | 1  | 1      | 1      | 3     |
| 5     | Corée du Sud | 1  | 0      | 1      | 2     |
| 6     | Roumanie     | 1  | 0      | 0      | 1     |
| 7     | États-Unis   | 0  | 2      | 2      | 4     |
| 8     | Chine        | 0  | 1      | 1      | 2     |
| 8     | Ukraine      | 0  | 1      | 1      | 2     |
| 10    | Tunisie      | 0  | 0      | 1      | 1     |
| Total | Total        | 10 | 10     | 10     | 30    |